# 王曾善

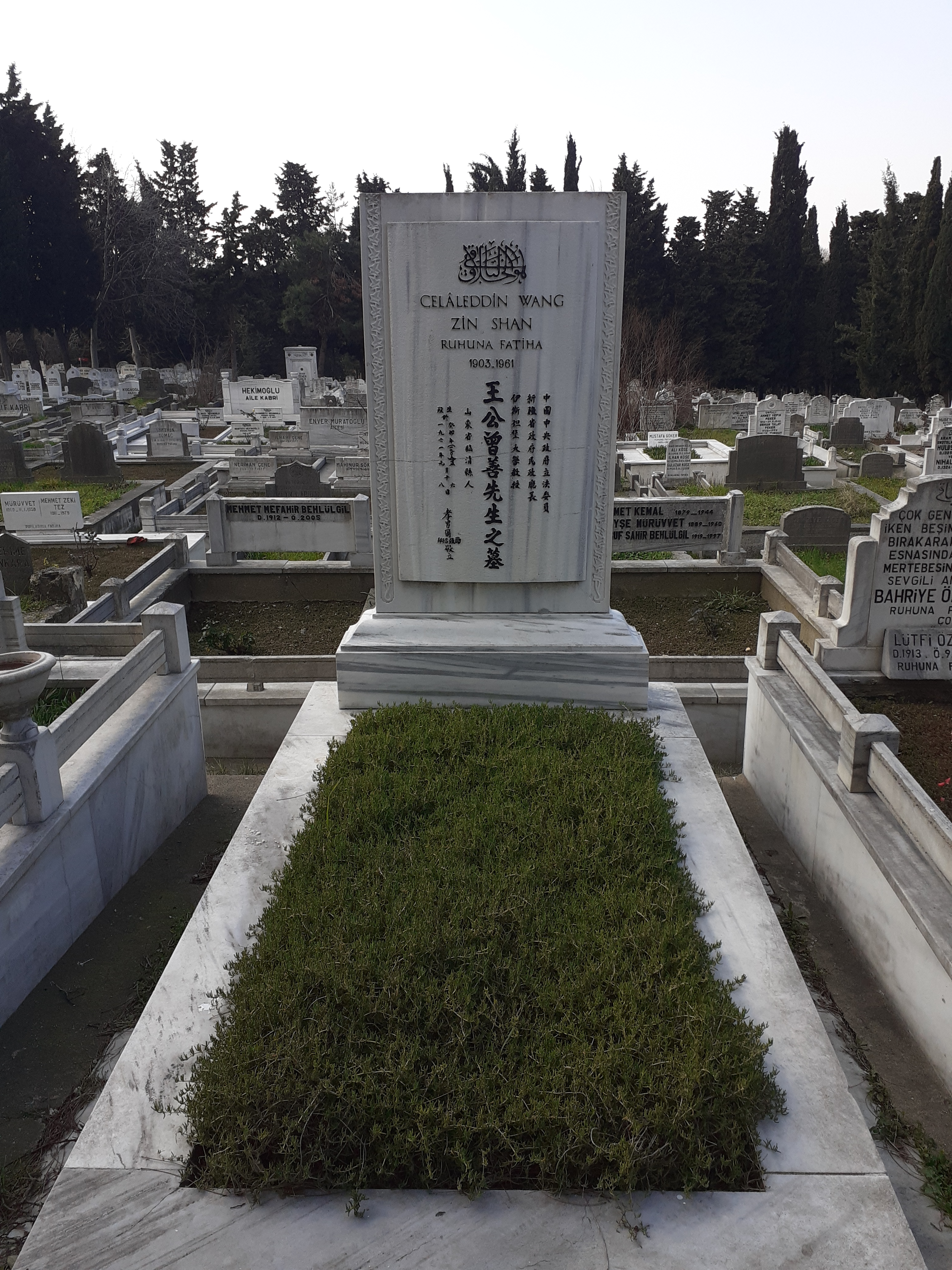
王曾善在伊斯坦布尔的坟墓

王曾善（1903年—1961年）字孝先，回族。山东省临清县人，中华民国政治人物。

## 生平

### 率团访问穆斯林国家
王曾善毕业于燕京大学，此后1925年自费入土耳其君士坦丁堡伊斯兰大学留学，1928年毕业，1930年归国。他和马宏道二人开了近代中国学生留学中东国家的先河。归国后，1933年被任命为国民政府立法院立法委员。
七七事变后，1937年7月，马天英在上海浙江路教堂与孙燕翼会面，表示愿意组织一个宣传队赴穆斯林国家，揭露日本侵略中国的暴行，要求穆斯林国家同情并支持中国。当时，唐柯三（蒙藏委员会委员兼总务处处长）、王曾善（立法委员）、孙绳武（字燕翼，安徽省政府委员兼财政厅厅长）被称为“回教三杰”，属于回族的上层人士。在他们的一致倡议下，向白崇禧反映，并获国民政府批准，于1937年11月在南京组成了「中國回教近東訪問團」。该访问团起初共4人，到埃及时又加入王世明。团长王曾善（通土耳其语）。团员有马天英（字醒东，在外交部任职，通英文、法文）、张兆理（字觉源，通英文）、薛文波（字锦章，时任西北中学训育部主任）、王世明（通阿拉伯语）。
该访问团于1938年1月11日自香港出发，2月赴麦加朝觐，在沙特阿拉伯停留一个多月，后到埃及开罗，原欲自埃及赴土耳其，但因日本人造谣，赴土耳其遇阻，乃于5月赴黎巴嫩贝鲁特、叙利亚大马士革、伊拉克巴格达、伊朗德黑兰等地访问。1938年7月初，抵达印度孟买，在印度卡拉奇、加尔各达、孟买等地访问。此时，中国的回教协会指示，代表团仍要赴土耳其访问，经中国国内交涉，代表团于10月11日离开印度赴土耳其。11月18日，自土耳其乘船返程。1939年1月25日乘飞机抵达重庆。

### 新疆任职
1945年10月14日，张治中作为国民政府中央和谈代表，率梁寒操、彭昭贤、屈武、张静愚、刘孟纯、王曾善等七人飞抵迪化，组建新疆省政府。
1947年4月16日，张治中邀集新疆省政府副主席阿合买提江、民政厅王曾善厅长、赖希木江副厅长、新疆省政府艾沙委员、屈武委员以及监察使麦斯武德、外交特派员刘泽荣等人，自迪化飞赴阿克苏，继而赴喀什、莎车、和田等地视察，回程时又访库车、焉耆，走遍了南疆的五个行政专区，共用23天。
1949年8月26日，中国人民解放军攻占兰州。新疆省以警备总司令陶峙岳为首的军政大员筹备新疆和平解放。但以马呈祥和国军整编七十八师师长叶成、整一百七十九旅旅长罗恕人、迪化市警察局局长张汉东等人为核心的一批军官则反对新疆和平解放。经陶峙岳劝说，这些人的态度有所转变。马呈祥最终同意和平离开新疆。在陶峙岳通电起义的前一天即1949年9月24日，在骑五军所部的护送下，马呈祥离开迪化出走。跟随马呈祥出走的有军参谋长张尊山及随从副官马崇义、马显武、陈广庆、许保寿及两名警卫员，共8人；和马呈祥一道出走的还有叶成、罗恕人、刘汉东和新疆民政厅厅长王曾善及家属、子女、警卫；一行人路过焉耆时，当地驻军一百二十八旅旅长钟祖荫也随着出走。他们一行抵达蒲犁后，通过巴基斯坦边卡进入巴基斯坦境内。

## 著作
- 王曾善，中國回教近東訪問團日記，中國文化服務社，1943年